# Coufouleux
Coufouleux é uma comuna francesa na região administrativa da Occitânia, no departamento de Tarn. Estende-se por uma área de 27.16 km², e possui 2.908 habitantes, segundo o censo de 2018, com uma densidade de 110 hab/km².